# KK Водолея
KK Водолея (лат. KK Aquarii), HD 208867 — одиночная переменная звезда в созвездии Водолея на расстоянии (вычисленном из значения параллакса) приблизительно 2578 световых лет (около 790 парсеков) от Солнца. Видимая звёздная величина звезды — от +8,23m до +7,9m.

## Характеристики
KK Водолея — красный гигант, пульсирующая медленная неправильная переменная звезда (LB) спектрального класса M2III. Эффективная температура — около 3516 К.